# Smaltjärnen (Lycksele socken, Lappland, 720273-160602)
Smaltjärnen är en sjö i Lycksele kommun i Lappland och ingår i Umeälvens huvudavrinningsområde.